# Francis Crick Institute

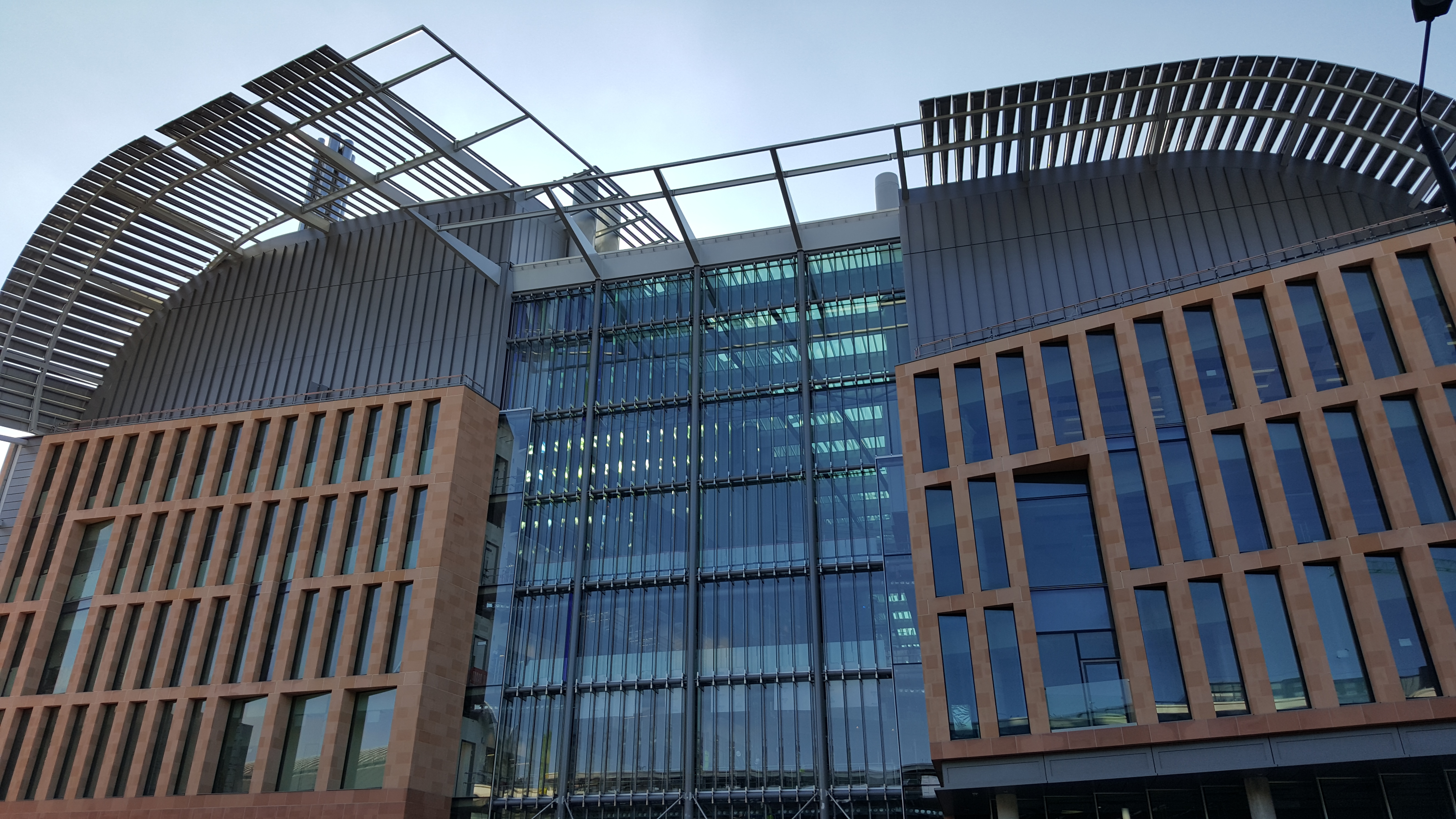
Teilansicht vom Gebäude des Francis Crick Institute

The Francis Crick Institute, kurz auch The Crick genannt, bis Juli 2011 UK Centre for Medical Research and Innovation (UKCMRI), ist ein britisches Forschungsinstitut für das Gebiet der Biomedizin. Es wird in der Rechtsform einer gemeinnützigen Stiftung (charitable foundation) getragen von Cancer Research UK, Imperial College London, King’s College London, Medical Research Council, University College London und Wellcome Trust. Diese Träger bringen zusammen ein Kapital von £ 700 Millionen in die Stiftung ein, davon der Medical Research Council mit £ 300 Millionen den mit Abstand größten Anteil. Gründungsdirektor ist seit Jahresbeginn 2011 der Biochemiker und Nobelpreisträger Paul Nurse.

## Geschichte
Das nach dem 2004 verstorbenen Nobelpreisträger Francis Crick benannte Institut wurde ab 2007 als Ersatz für drei veraltete Einrichtungen (darunter das London Research Institute von Cancer Research UK mit bisher zwei Standorten und das National Institute for Medical Research des Medical Research Council) geplant. Der Neubau wurde im August 2016 fertiggestellt. Der Umzug der Wissenschaftler aus Clare Hall, Lincoln’s Inn Fields und Mill Hill in den Neubau erfolgte schrittweise. Am 9. November wurde das Gebäude von Königin Elisabeth II. eröffnet. Die volle Auslastung soll bis 2021 erreicht sein. Mit über 1500 Mitarbeitern, davon 1250 Wissenschaftlern, und einem Jahresetat von über 100 Millionen £ wird es das größte biomedizinische Forschungsinstitut Europas sein.

## Gebäude
The Crick ist in einem neuen, vom US-amerikanischen Architekturbüro HOK mit dem örtlichen Partner PLP Architecture entworfenen und von 2011 bis 2016 fertiggestellten, 700 Millionen £ teuren Gebäude untergebracht, das sich an der Euston Road im Stadtviertel Somers Town des Bezirks Camden, nahe dem Bahnhof St Pancras befindet.

## Forschung (Auswahl)
- Im Oktober 2015 erhielt Tomas Lindahl, Emeritus Gruppenleiter am Francis Crick Institute, für seine mechanistischen Studien zur DNA-Reparatur den Chemie-Nobelpreis
- Im Februar 2016 erteilte die Human Fertilisation and Embryology Authority einer Forschungsgruppe um Kathy Niakan die Genehmigung zu Veränderungen des Erbguts menschlicher Embryonen, um genetisch bedingte Ursachen von Frühgeburten aufzuklären.[7]
- Weitere Wissenschaftler des Instituts sind die Träger des Louis-Jeantet-Preises Robin Lovell-Badge, Richard Treisman, Stephen C. West, Caetano Reis e Sousa, John Diffley sowie Peter J. Ratcliffe, Peter J. Parker und Karen Vousden.